# Laoyeling
Laoyeling är ett berg i Kina. Det ligger i provinsen Heilongjiang, i den nordöstra delen av landet, omkring 420 kilometer sydost om provinshuvudstaden Harbin. Toppen på Laoyeling är 748 meter över havet.
Runt Laoyeling är det ganska glesbefolkat, med 30 invånare per kvadratkilometer. Närmaste större samhälle är Sanchahe Linchang, 13,2 km öster om Laoyeling. I omgivningarna runt Laoyeling växer i huvudsak blandskog.
Genomsnittlig årsnederbörd är 967 millimeter. Den regnigaste månaden är juli, med i genomsnitt 189 mm nederbörd, och den torraste är januari, med 6 mm nederbörd.